# Svetlana Samokhvalova
Svetlana Anatolyevna Samokhvalova (em russo:  Светлана Анатольевна Самохвапова; nascida em 20 de dezembro de 1972) é uma ex-ciclista russa. Ela participou nos Jogos Olímpicos de Verão de 1992 em duas provas de ciclismo de pista sob a bandeira da Equipe Unificada. Representou Rússia nos Jogos Olímpicos de Verão de 1996 na prova de estrada (individual e por equipes).